# Маунт-Хаген (вулкан)
Маунт-Хаген (нем. Hagensberg — вершина, названная в честь немецкого колониального офицера Курта фон Хагена (1859—1897), второй по высоте вулкан в Папуа-Новой Гвинее и на австралийском континенте, уступающий только соседней горе Гилуве, которая находится примерно в 35 км на юго-запад. Вулкан расположен на границе между провинциями Западное нагорье и Энга, примерно в 24 км к северо-западу от города Маунт-Хаген, названного в его честь.
Маунт-Хаген состоит из трех слившхся древних стратовулканов с обращенными к северо-западу откосами, которые могли возникнуть в результате обрушения склона. Для времени образования вулканов были получены калий-аргоновые датировки от 420 до 220 тыс. лет.
Маунт-Хаген подвергся сильной эрозии во время нескольких оледенений плейстоцена. Ледники на Маунт-Хаген занимают площадь до 50 км² и опускаются ниже 3400 м.

## Внешние ссылки
- Mt. Hagen (англ.). Архивировано из оригинала 6 февраля 2012 года.. PEAKWARE. World Mountain Encyclopedia. URL: www.peakware.com.